# Rococó
O termo rococó forma da palavra francesa rocaille, que significa "monte de pequenas pedras", também conhecido como Barroco Tardio, é um estilo excepcionalmente ornamental e dramático de arquitetura, arte e decoração que combina assimetria, curvas onduladas, dourado, cores brancas e pastéis, molduras esculpidas e afrescos trompe-l'oeil para criar ilusão de movimento, drama e surpresa. É frequentemente descrito como a expressão final do barroco. Foi muitas vezes alvo de apreciações estéticas pejorativas.
Era conhecido como "estilo Rocaille", rapidamente se espalhou para outras partes da Europa, particularmente no norte da Itália, Áustria, sul da Alemanha, Europa Central e Rússia. O estilo migrou também para a América e sobreviveu em algumas regiões até meados do século XIX. Também influenciou outras artes, especialmente escultura, móveis, prataria, vidro, pintura, música e teatro.
O Rococó nasceu em Paris em torno da década de 1720 e perdurou até aproximadamente 1770 como uma reação da aristocracia francesa contra o Barroco suntuoso, palaciano e solene praticado no período de Luís XIV. Caracterizou-se acima de tudo por sua índole hedonista e aristocrática, manifesta em delicadeza, elegância, sensualidade e graça, e na preferência por temas leves e sentimentais, onde a linha curva, as cores claras e assimetria tinham um papel fundamental na composição da obra. Da França, onde assumiu sua feição mais típica e onde mais tarde foi reconhecido como patrimônio nacional, o Rococó logo se difundiu pela Europa, mas alterando significativamente seus propósitos e mantendo do modelo francês apenas a forma externa, com importantes centros de cultivo na Alemanha, Inglaterra, Áustria e Itália, com alguma representação também em outros locais, como a Península Ibérica, os países eslavos e nórdicos, chegando até mesmo às Américas.

## História
O rococó é um movimento artístico europeu, que aparece primeiramente na França, entre o barroco e o Arcadismo. Visto por muitos como a variação "profana" do barroco, surge a partir do momento em que o Barroco se liberta da temática religiosa e começa a incidir-se na arquitetura de palácios civis, por exemplo. Literalmente, o rococó é o barroco levado ao exagero de decoração.
A expressão "época das Luzes" é, talvez, a que mais frequentemente se associa ao século XVIII. Século de paz relativa na Europa, marcado pela Revolução Americana em 1776 e pela Revolução Francesa em 1789. No âmbito da história das formas e expressões artísticas, o Século das Luzes começou ainda sob o signo do Barroco. Quando terminou, a gramática estilística do Neoclassicismo dominava a criação dos artistas. Entre ambos, existiu o Rococó. Na ourivesaria, no mobiliário, na pintura ou na decoração dos interiores dos hotéis parisienses da aristocracia, encontram-se os elementos que caracterizam o Rococó: as linhas curvas, delicadas e fluídas, as cores suaves, o caráter lúdico e mundano dos retratos e das festas galantes, em que os pintores representaram os costumes e as atitudes de uma sociedade em busca da felicidade, da alegria de viver, dos prazeres sensuais.
O Rococó é também conhecido como o "estilo da luz" devido aos seus edifícios com amplas aberturas e sua relação com o século XVIII.

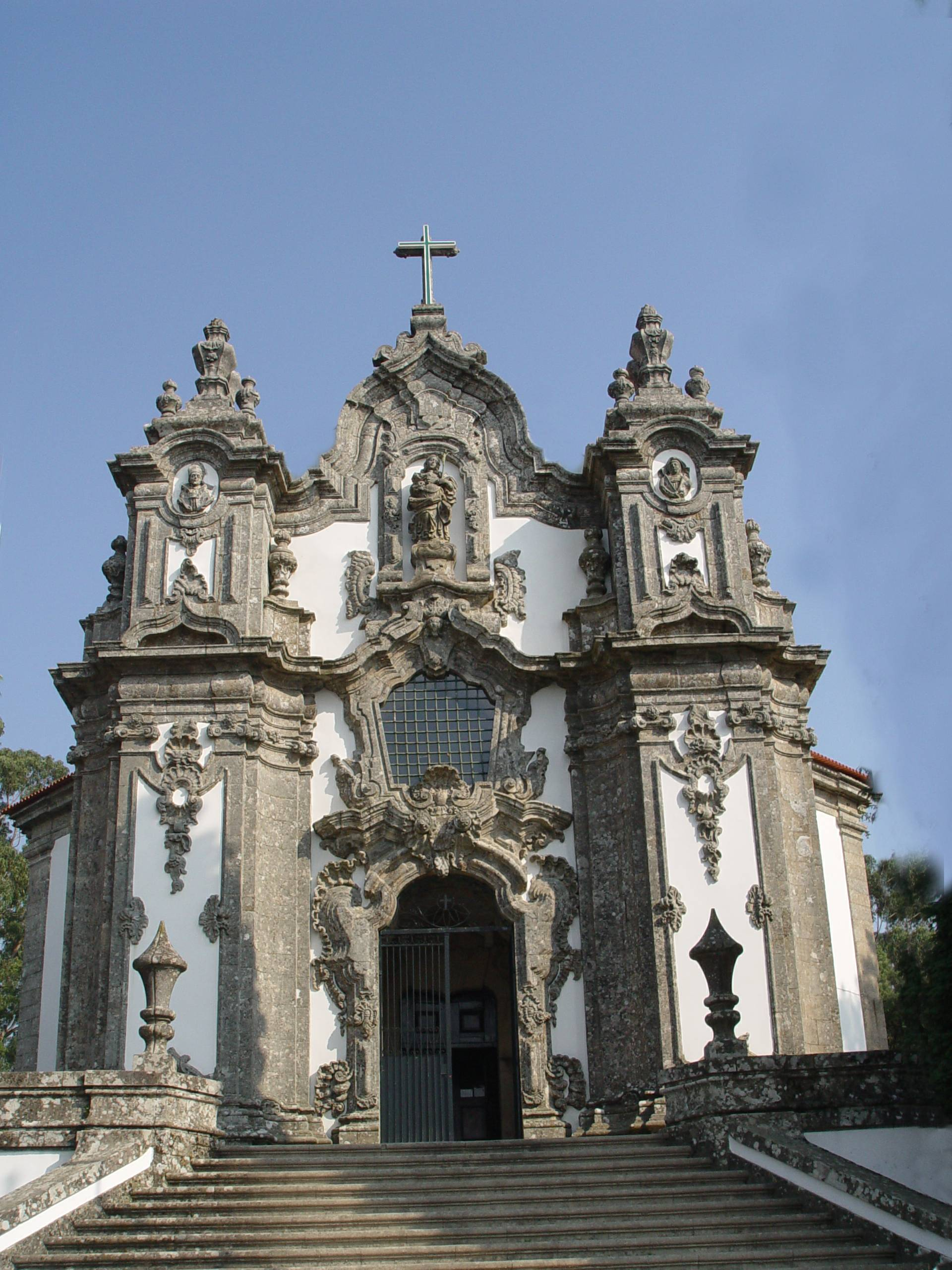
A Igreja de Santa Maria Madalena de André Soares

Em Portugal aparece na numismática a cerca de 1726 e prolongou-se até 1790 nos principais domínios artísticos. Na corte e no Sul do país desaparece mais cedo, dando lugar ao neoclassicismo. É nas províncias do Norte, particularmente Noroeste, que se encontra a versão mais original do património artístico rococó metropolitano, graças à talha dourada de formas «gordas» de certas igrejas do Porto, Braga, Guimarães, etc., executada por notáveis artistas na segunda metade do século XVIII (Fr. José de Santo António Vilaça, Francisco Pereira Campanhã, André Soares etc.) e na escultura granítica, que decora numerosos edifícios religiosos e profanos na área: igreja da Ordem Terceira do Carmo (1758-68) por José Figueiredo Seixas, Capela do Terço (1756-75); em Viana do Castelo, a capela dos Malheiros Reimões, etc.
Os pintores mais representativos foram François Boucher, Antoine Watteau e Jean-Honoré Fragonard
No Brasil o estilo revelou-se tardiamente, pois já no início do século XIX, na escultura de madeira e de «pedra-sabão», na pintura mural e na arquitectura, com José Pereira Arouca, Francisco Xavier de Brito, Manuel da Costa Ataíde e António Francisco Lisboa, o Aleijadinho.

## Diferenças entre o Barroco e Rococó

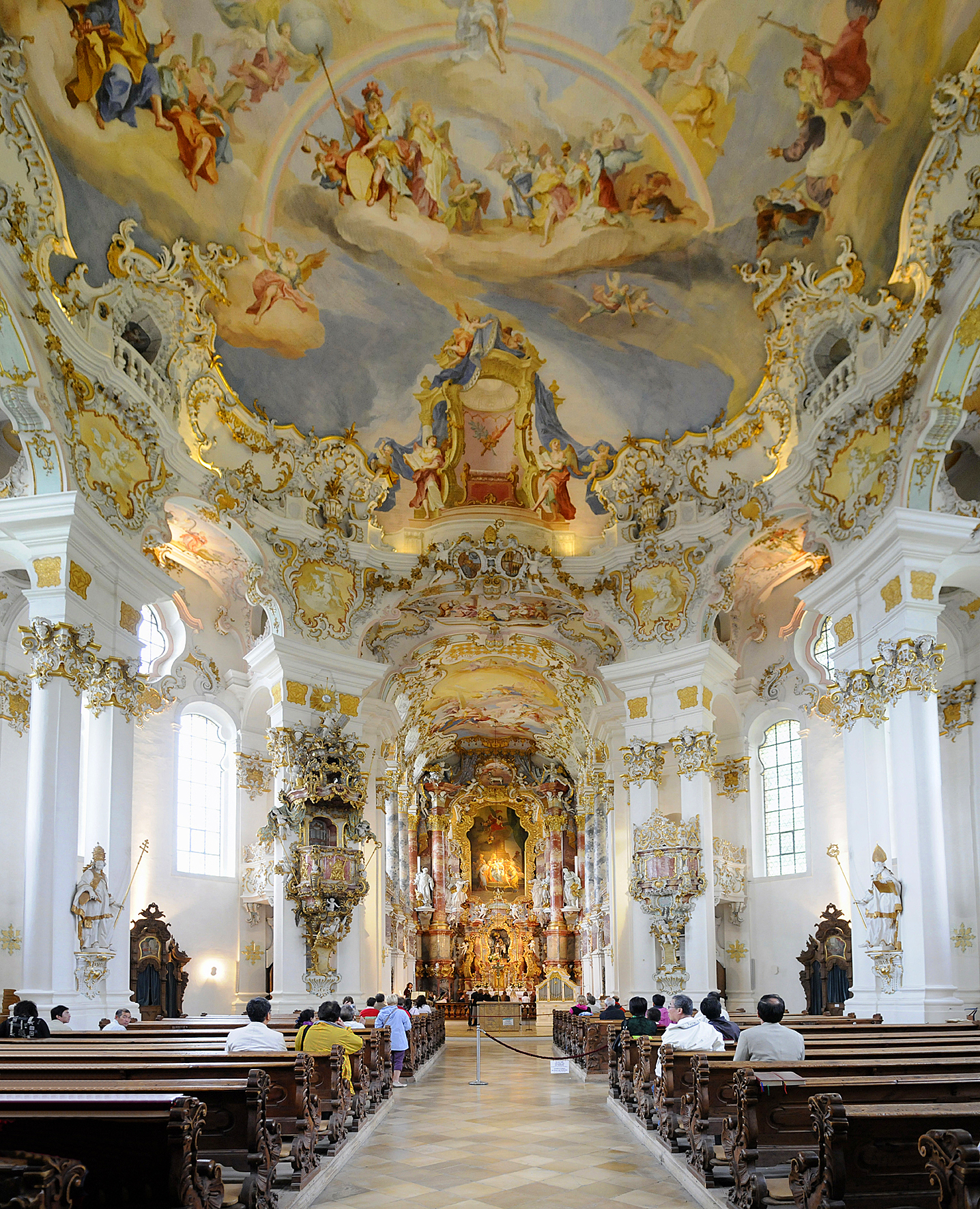
A parte alta e o fresco do sofito da igreja dos peregrinos — Igreja de Wies — na Alta Baviera, construída e decorada entre 1745 e 1754 pelos dois irmãos Zimmermann, alberga uma venerada imagem da Flagelação, à volta da qual se desenrola uma complicada miscelânea cenográfica, como o destino do homem, na redenção do Juízo Final. Vista da nave e do presbitério, ambientes invadidos por uma profusa decoração oriunda do estilo rococó – carga ornamental formada por trabalhos em estuque, douramentos, afrescos.

"De uma maneira mais filosófica, procura-se fazer a distinção entre o rococó e o barroco, que utilizaram um aparelho formal e decorativo para muitos objectivos diferentes, e que muitas vezes estiveram presentes, ao mesmo tempo, no mesmo país até na mesma obra, notando-se como o rococó procurava o bellum, ou seja, o agradável, o requintado, o desenvolto, o subtilmente sensual, enquanto o barroco se inclinava para o pulchrum, isto é, para o imponente, para o sublime, para o palaciano, para o grandiloquente". Pode-se concluir que a arquitetura Rococó, apropriando-se de princípios artísticos, soluções espaciais e elementos de linguagem do século anterior busca, paradoxalmente, a ruptura com uma das premissas básicas da arte barroca: o apelo persuasivo. O caráter envolvente impresso na tensão dramática oriunda das imagens derramadas pela retórica barroca cede lugar ao prazer “irresponsável” que os espaços do Rococó oferecem. A monumentalidade eloquente do barroco francês é substituída pela alegria “saltitante”, caprichosa, luminosa e descompromissada do estilo Rococó. 
Na arquitetura francesa setecentista o empenho dirige para a concepção das pequenas residências urbanas construídas para a nobreza enfraquecida, principalmente o esforço de transformar o ambiente interno intimista dos hôtels em uma experiência de requinte e descontração. Desta forma, a luz, que quase sempre no barroco era direcionada – e às vezes escassa e misteriosa –, no Rococó passa a ser efusiva, abundante, iluminando todos os pormenores do espaço e particularmente a elegante decoração interna. As quinas vivas, os cantos, os ângulos mortos tendem a desaparecer, a se arredondar, para proporcionar uma luz regular em todo o ambiente. As paredes adquirem uma coloração quase sempre branca, irradiando a luz excessiva que penetra pelas grandes aberturas.
O Rococó deve-se distinguir da arquitetura do barroco Tardio que floresceu na Europa Central durante a primeira metade do século XVIII. Representa a expressão natural de uma tardia contrarreforma, e reflete muito bem a ambição de várias pequenas monarquias em imitar o palácio de Versalhes de Luís XIV. Mas o barroco alemão também assimilou ideias da corrente Iluminista e do Rococó e por isto chegou a uma síntese singular que fundiu monumentalidade e intimidade, retórica e encanto, abundância e claridade.
- O abandono parcial da simetria, sendo tudo composto por linhas curvas graciosas, à semelhança da Art Nouveau;
- A enorme quantidade de curvas assimétricas e volutas em forma de C;
- A ampla utilização de flores na ornamentação, sendo um exemplo os festões feitos de flores; às vezes usando motivos do Leste Asiático (Chinoiserie, Japonisme);
- Suavidade e luminosidade das cores, com cores pastel quentes[12] (amarelo esbranquiçado, creme, cinza pérola, azul muito claro);[13]
- Leveza dos traços;
- Busca pelo refinado e exótico;
- Design elegante;
- Paisagens e representações da natureza pintadas nos tetos;
- Formatos ovais;
- Portas e janelas maiores com arcos;
- Menores proporções;
- Uso do ferro forjado em grades para varandas, lagos, portas e jardins;
- Salão principal como centro das dependências;
- Utilização de materiais que imitam mármores; paredes claras.

## Arte rococó

### Música do período rococó
O estilo de música utilizada no rococó é de difícil definição.
É caracterizado por sarabandas, gigas, minuetos e outras galanterias. Dois compositores importantes deste estilo são Johann Christian Bach, filho mais novo de Johann Sebastian Bach, e Johann Stamitz, fundador da Escola de Mannheim.

### Arquitetura rococó
| “ | Na origem, a estética Rococó reflete um distanciamento do homem setecentista em relação aos valores que haviam norteado a sociedade do século anterior, preparando, assim, a dissolução do Antigo Regime que a Revolução Francesa precipitará. Imbuído do espírito de fraternidade universal e do ceticismo que caracteriza o Século das Luzes, o Rococó define-se pela irreverência, pelo gosto da intimidade e pelo repúdio da teatralidade que havia dominado a cultura do Barroco. Nesse sentido, talvez o seu traço mais peculiar seja uma irreprimível alegria que irá despoletar uma criatividade intensa em todos os domínios da arte que contribuem para o bem-estar, entre os quais se incluem, ocupando o primeiro plano, as chamadas artes decorativas. | ” |
| — António Pimentel et al., «O Rococó», in História da Arte, Coimbra, Edições MinervaCoimbra, 2010, p.175 (adaptado) | |   |

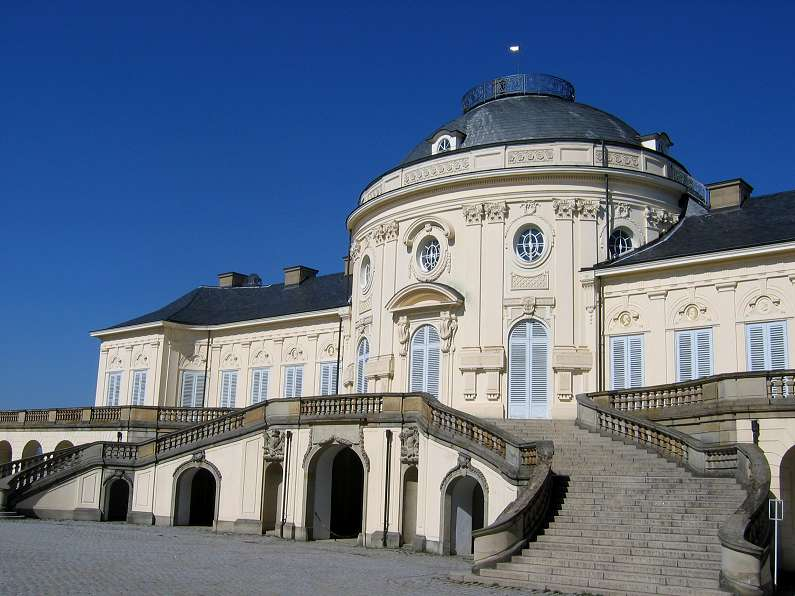
Palácio da Solidão (Estugarda, Alemanha) - um expoente da arquitetura rococó no sul da Alemanha.

Na arquitetura, o estilo rococó é reconhecido pelas linhas curvas e pela abundância de decorações (cabeças esculpidas na fachada). As habitações deste estilo possuem mezanino (como todos os edifícios até o século XIX), pequenas varandas arredondadas com mísulas e grades de ferro forjado. Notamos também a diminuição da altura dos pisos, sendo que o 1.º (ou 2.º) piso é um piso nobre.
A palavra "rococó" não deve ser usada no contexto da evolução dos estilos franceses nas artes decorativas. No máximo pode ser ligado ao estilo rocaille (1730-1745), embora os dois estilos não abranjam exatamente a mesma noção, o estilo rococó pontuando uma certa exuberância com superfícies lisas e amplas caracterizada por uma forma de vazio ornamental. O rocaille, na França, é um sub-estilo de Luís XV, vindo da Regência e seguido pelo rocaille simetrizado (de 1745). A sua vida útil é particularmente curta. O rocaille simetrizado classicizante (por volta de 1755) é uma evolução final ao lado do gosto grego. O Rococó, por sua vez, ainda estava muito presente na Itália, ou na esfera germânica na década de 1780.
Este estilo expressivo atingiu o apogeu não na França, mas na Baviera (Pavilhão Amalienburg (1734-1739) do Palácio de Nymphenburg, e no século XIX com o reinado de Ludwig II da Baviera no Palácio Linderhof).
Na Prússia, o “rococó Frederico” está vividamente encarnado no Palácio Sanssouci em Potsdam, construído para Frederico, o Grande.
O Rococó nasceu na corte de Luís XIV, aparecendo pela primeira vez em alguns salões de Versalhes. O Rococó foi revivido em alguns palácios parisienses como o Hôtel de Soubise, e mais tarde irradiou-se por toda a Europa.
Uma das características do estilo Rococó é a marcante diferença entre exteriores e interiores. O interior é um lugar de fantasia e cor, enquanto a fachada se caracteriza pela simplicidade. As ordens clássicas são abandonadas e as fachadas dos edifícios distinguem-se por serem planas, quase sem molduras para separar pisos ou emoldurar portas e janelas.
A forma dominante nos edifícios rococó era a circular. O pavilhão central, geralmente entre duas alas baixas e curvas e, sempre que possível, rodeado por um jardim ou imerso num parque natural. Outros edifícios poderiam assumir a forma de pavilhões encadeados, em oposição ao típico edifício em "bloco" típico da fase anterior.
Em todos os casos, o aspecto mais notável dos interiores rococó é a disposição interna. Os edifícios possuem salas especializadas para cada função e um layout confortável. Os quartos são concebidos como um conjunto que, com marcada funcionalidade, combina ornamentação, cores e mobiliário.
O estilo era altamente teatral, projetado para impressionar e surpeeender à primeira vista. As plantas baixas das igrejas eram muitas vezes complexas, apresentando formas ovais entrelaçadas; Nos palácios, as grandes escadarias tornaram-se peças centrais e ofereciam diferentes pontos de vista da decoração. Os principais ornamentos do Rococó são: conchas assimétricas, acantos e outras folhas, pássaros, buquês de flores, frutas, instrumentos musicais, anjos e Chinoiserie (pagodes, dragões, macacos, flores bizarras e chineses).

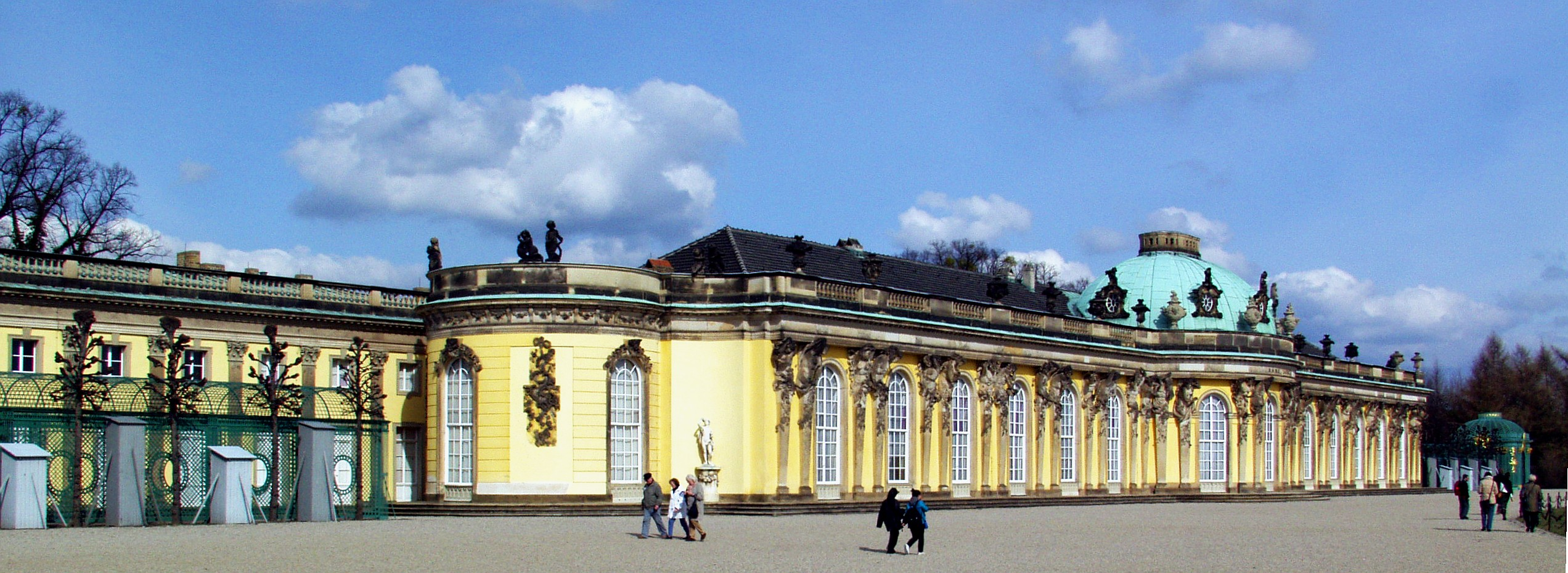
Castelo de Sanssouci, Potsdam.

O Castelo da Solidão em Estugarda, a Igreja do Santuário Bávaro de Wies e o Palácio Sanssouci em Potsdam são alguns exemplos da arquitetura rococó na Europa. Neste contexto continental, onde o Rococó está totalmente sob controle, as esculturas expressam-se na forma de ornamentos florais, linhas quebradas e cenas fantásticas.
Na Alemanha, artistas franceses e alemães como Cuvilliés, Johann Balthasar Neumann e Georg Wenzeslaus von Knobelsdorff criaram o Pavilhão Amalienburg, no Parque do Castelo de Nymphenburg, em Munique, e os castelos de Würzburg, Sans-Souci em Potsdam, Charlottenburg em Berlim, Brühl em Vestfália, Bruchsal, Castelo da Solidão em Stuttgart e Schönbrunn em Viena. Na Alemanha, especialmente na Baviera, o Rococó foi introduzido com muita força e superou as fórmulas barrocas. Destaca-se, ao contrário da França, a capacidade de adaptação do estilo às construções religiosas que alcançaram o Rococó alemão.
Na decoração de interiores, o Rococó suprime as divisões arquitetônicas de arquitrave, frisos e cornijas, para o pitoresco, o curioso e o caprichoso, feito em materiais plásticos como madeira entalhada, estuque e quadratura. Paredes, tetos, móveis e objetos de metal e porcelana misturam-se num todo homogéneo. Os tons rococó são tons pastéis muito mais claros do que as cores vivas do barroco.
O gesso rococó de artistas italianos e suíços como Bagutti e Artari é uma característica das construções de James Gibbs e dos irmãos Franchini, trabalhando na Irlanda, que reproduziam tudo o que era feito na Inglaterra.
Na Inglaterra, uma das pinturas Marriage à la Mode de William Hogarth, pintada em 1745, mostra um conjunto de salas dum palácio londrino, onde o estilo rococó é encontrado apenas no gesso e no teto. Uma infinidade de vasos chineses é então produzida nos quais os mandarins (dignitários imperiais chineses) são satiricamente retratados como pequenas monstruosidades.

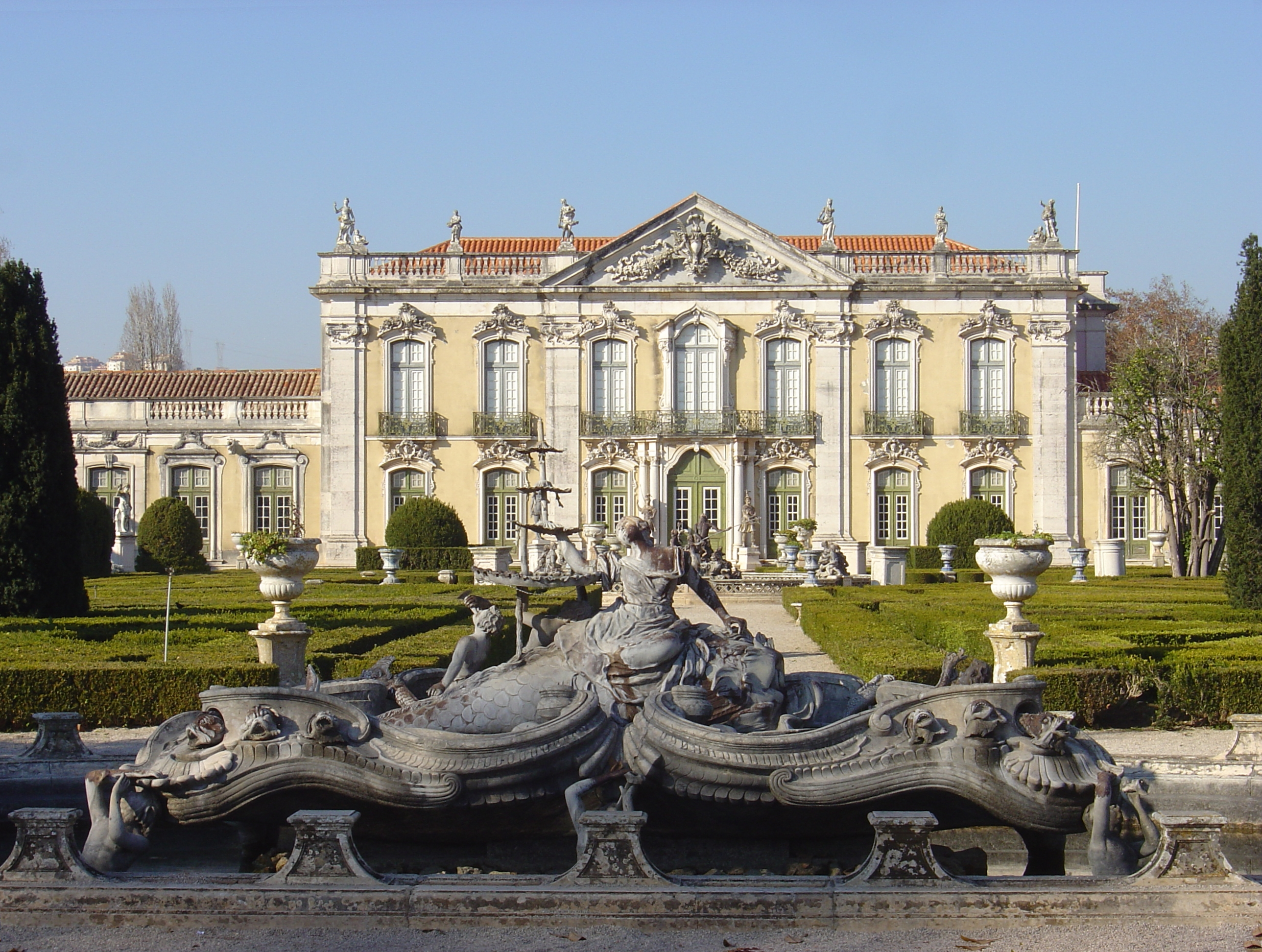
Fonte e fachada Palácio Real de Queluz, 1747-1807
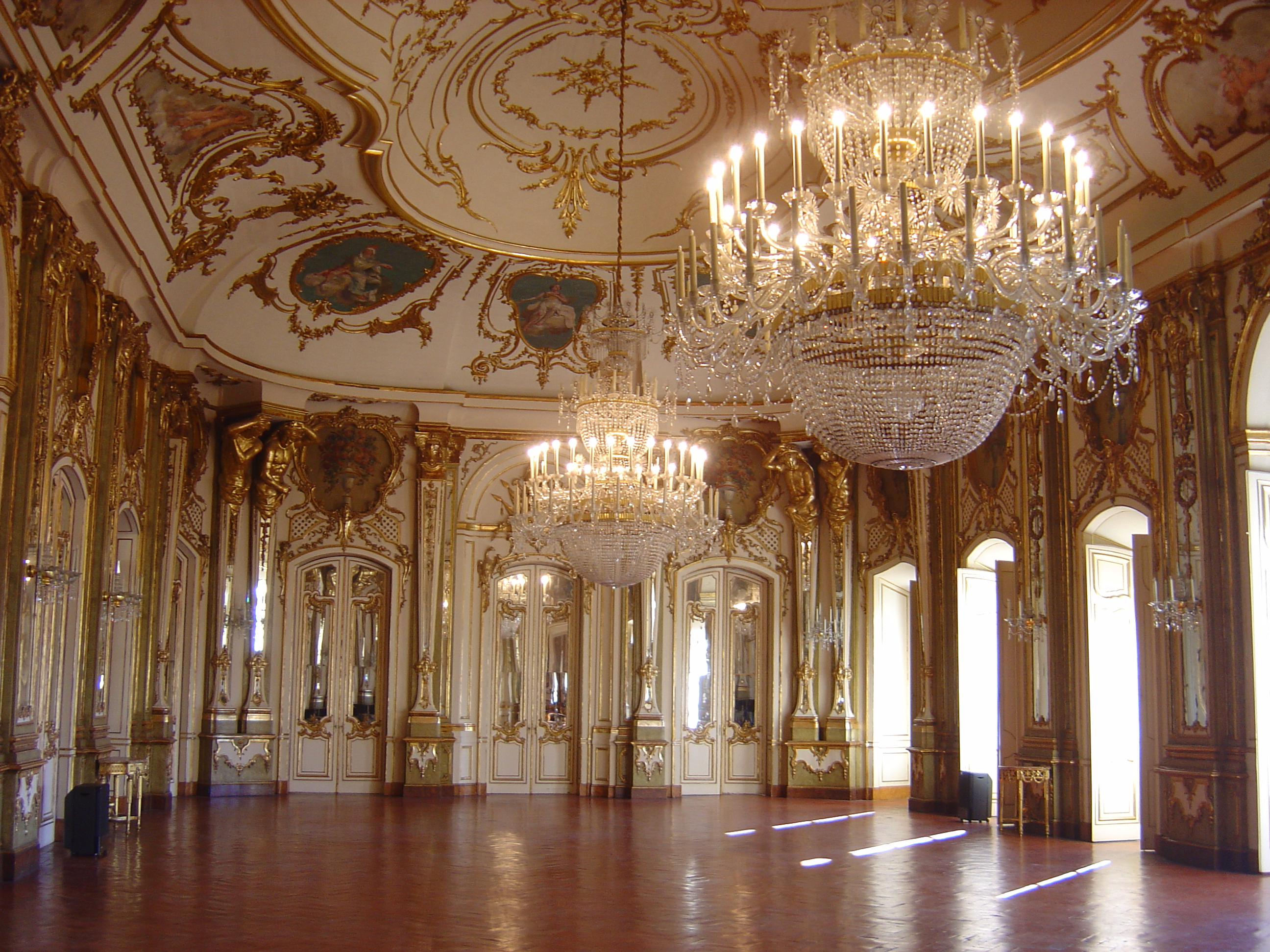
Interior Palácio Real de Queluz
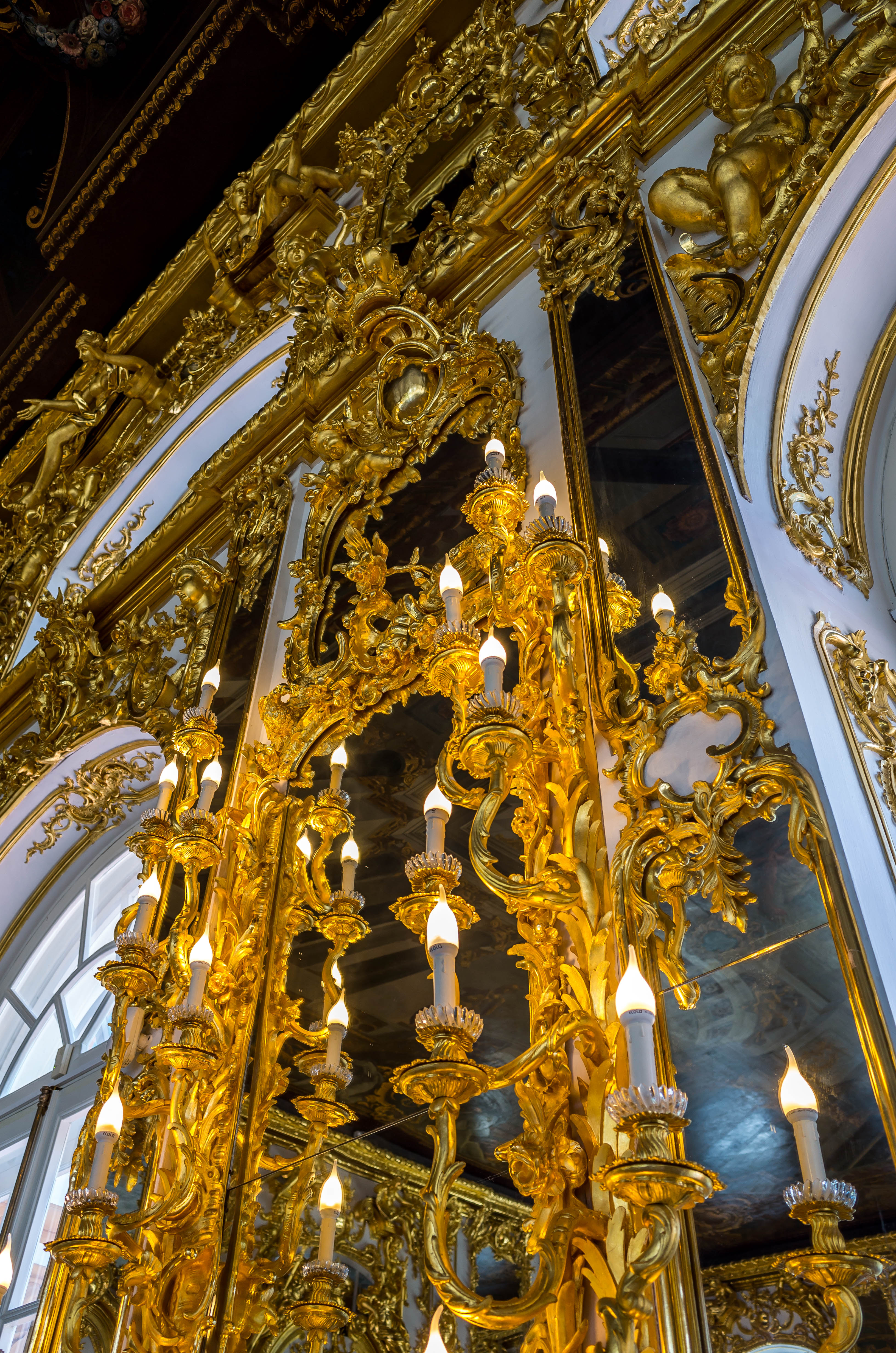
Interior do Palácio de Catarina a Grande da Rússia em Tsarskoye Selo
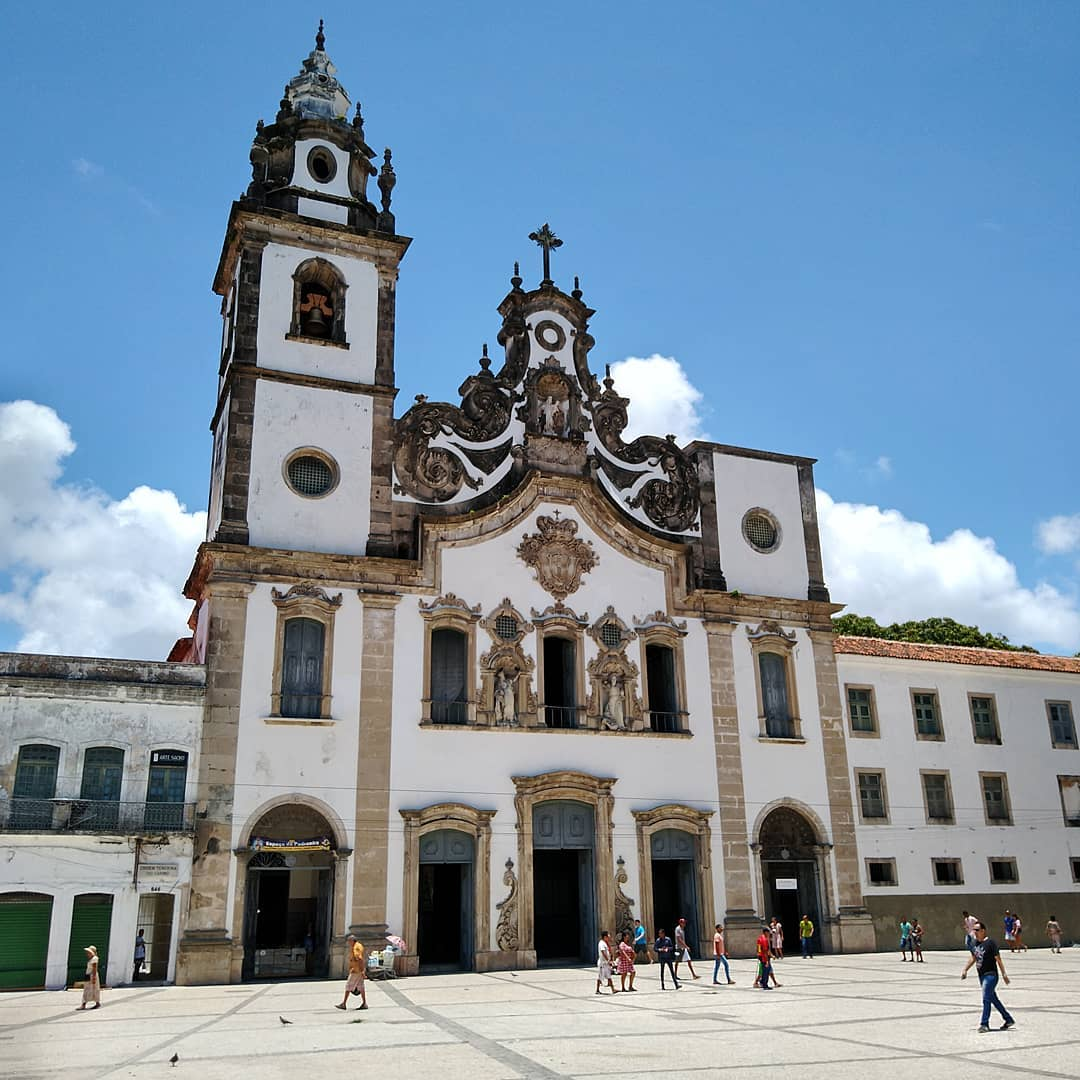
Fachada da Basílica do Carmo, Recife
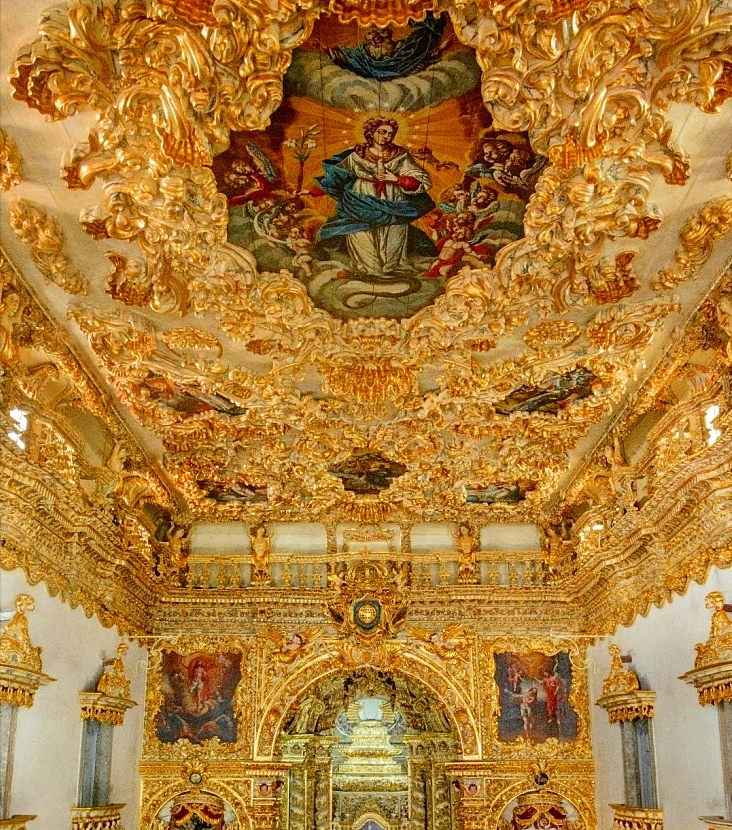
Interior da Igreja de Nossa Senhora da Conceição dos Militares, Recife

### Escultura rococó
Devido ao grande desenvolvimento decorativo, a escultura ganha importância. Os escultores do rococó abandonam totalmente as linhas do barroco.As suas esculturas são de tamanho menor. Embora usem o mármore, preferem o gesso e a madeira, que aceitam cores mais suaves. Os motivos são escolhidos em função da decoração. Até artistas famosos, principalmente ligados a manufactura de Sèvres apressam-se a preparar, desenhos e modelos. Em função de lembrança, do souvenir, os pequenos grupos representam cenas de gênero e narram, com linguagem espontânea e cores luminosas, episódios galantes, brincadeiras e jogos infantis.
Dentre os principais nomes da escultura no estilo rococó podem ser destacados o italiano Antonio Corradini e os franceses Guillaume Coustou, o Jovem e Étienne-Maurice Falconet, além do brasileiro conhecido como o Aleijadinho, aprendiz do português José Coelho de Noronha.

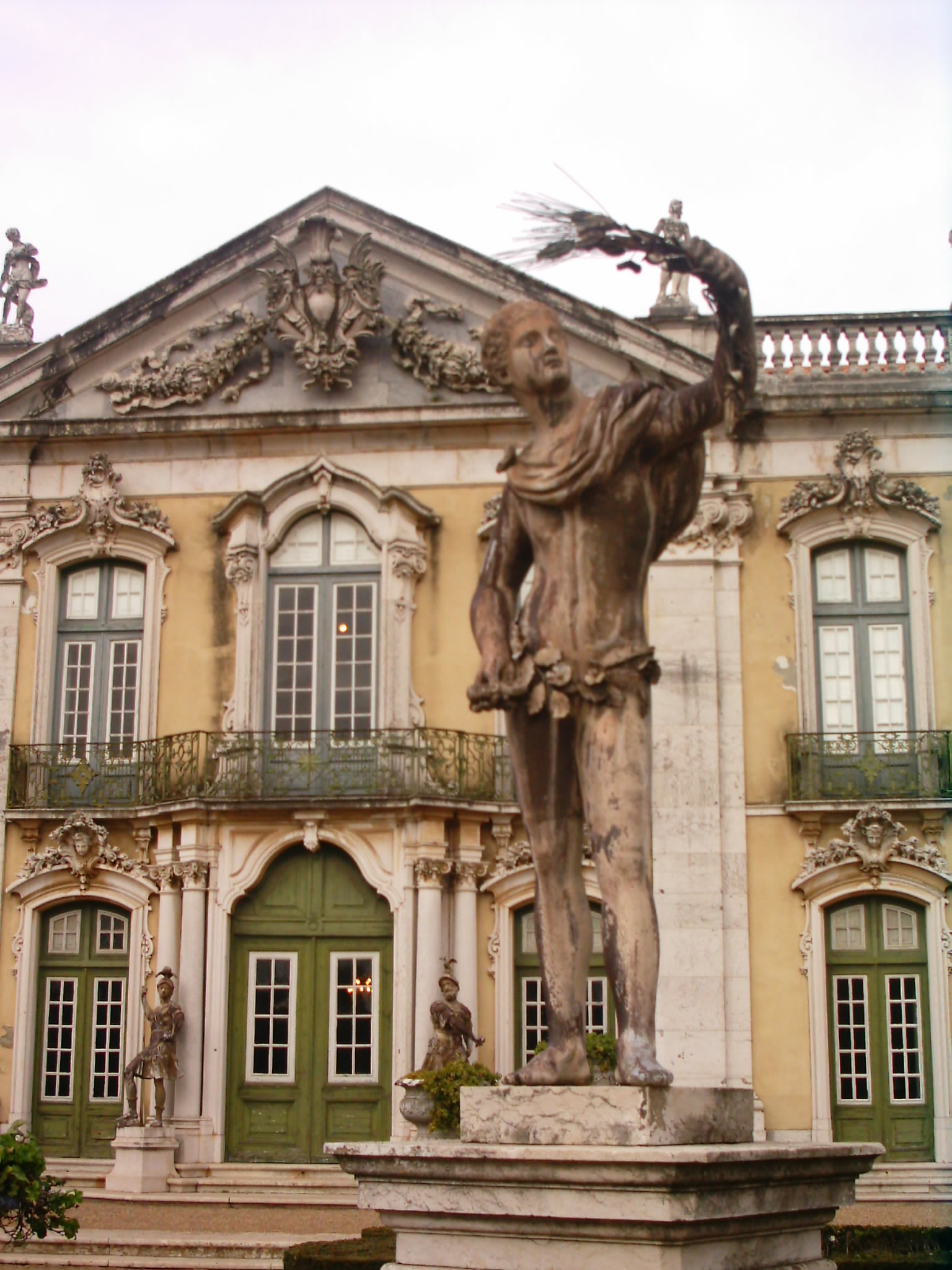
escultura Palácio Real de Queluz

### Pintura rococó
A pintura do Rococó divide-se em dois campos nitidamente diferenciados. Um deles forma um documento visual intimista e despreocupado do modo de vida e da concepção de mundo das elites europeias do século XVIII, e o outro, adaptando elementos constituintes do estilo à decoração monumental de igrejas e palácios, serviu como meio de glorificação da fé e do poder civil.
Apesar de seu valor como obra de arte autônoma, a pintura rococó era concebida muitas vezes como parte integrante de uma concepção global de decoração de interiores. Começou a ser criticada a partir de meados do século XVIII, com a ascensão dos ideais iluministas, neoclássicos e burgueses, sobrevivendo até a Revolução Francesa, quando então caiu em descrédito completo, acusada de superficial, frívola, imoral e puramente decorativa. A partir da década de 1830, voltou a ser reconhecida como testemunho importante de uma determinada fase da cultura europeia e do estilo de vida de um estrato social específico, e como um bem valioso por seu mérito artístico único e próprio, onde se levantam questões sobre estética que floresceriam mais tarde e se tornariam centrais para a arte moderna.

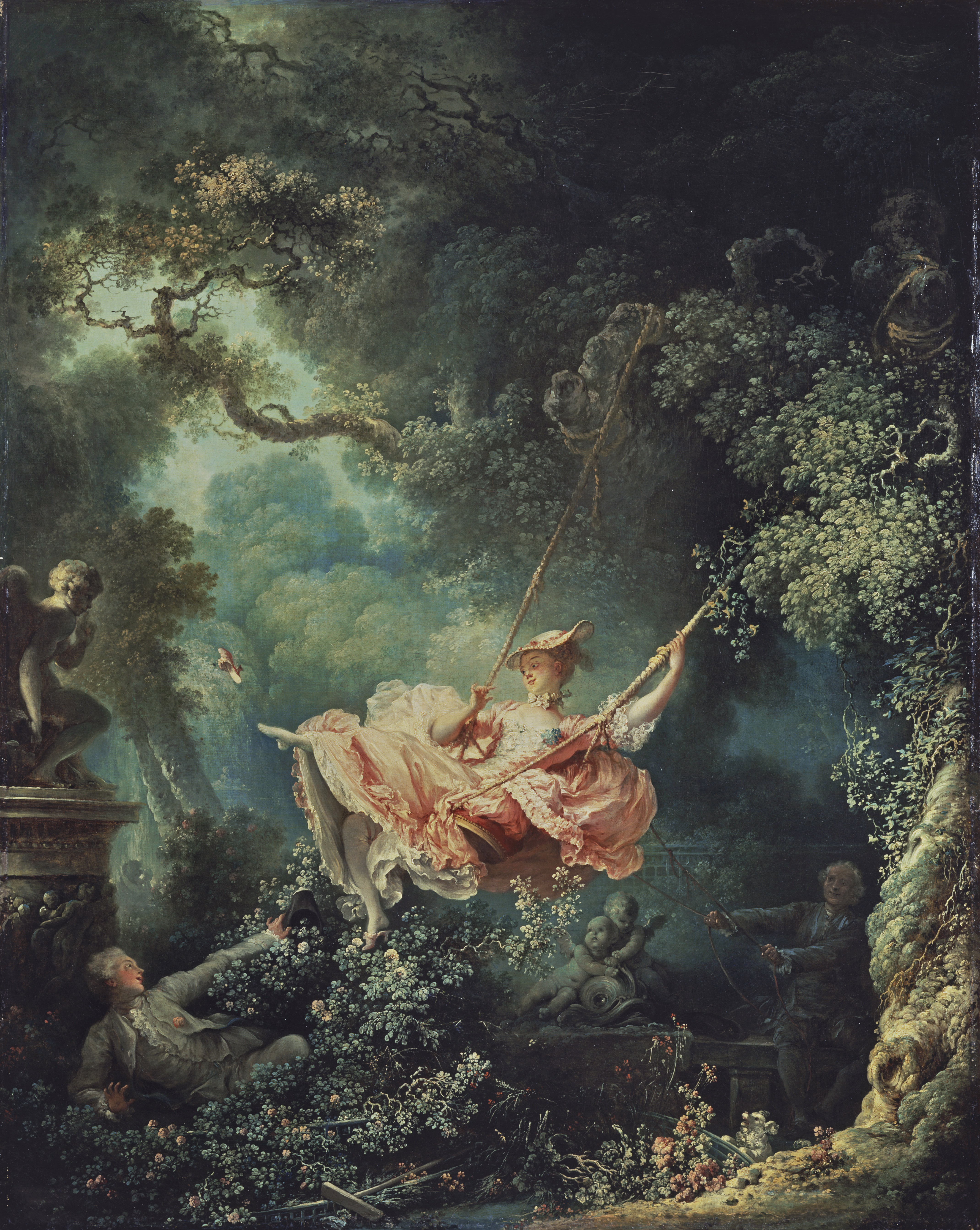
Fragonard, O Balanço
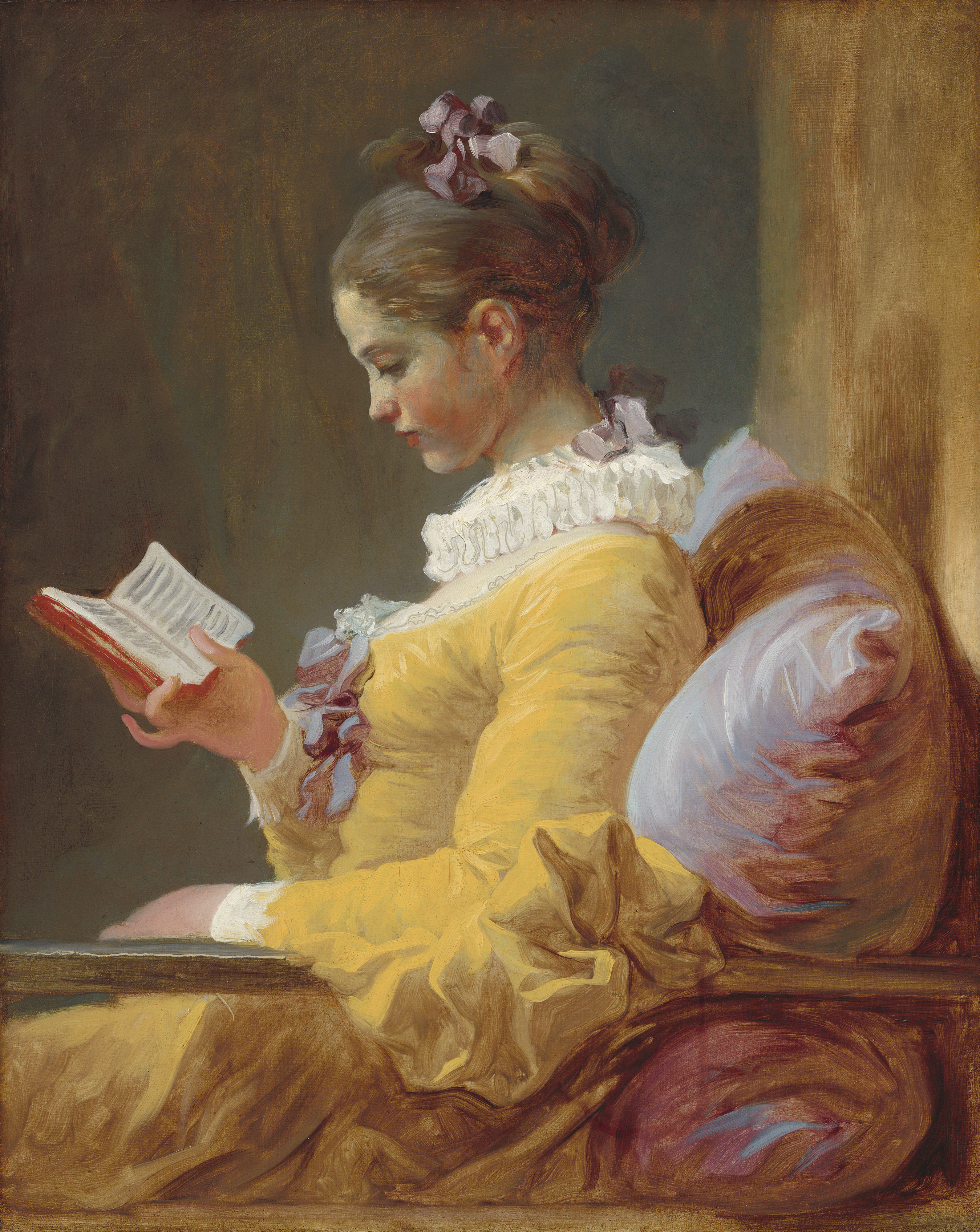
Fragonard, A Leitora
Watteau, Embarque para Citera

### Interiores e mobiliário
O estilo Luís XV se desenvolve a partir de França durante o reinado de Luís XV, entre aproximadamente 1730 e 1750-60 (não englobando todo o período do reinado até 1774). Este estilo é influenciado pelas linhas fluidas e graciosas do rococó e pelo seu repertório de motivos ornamentais, situando-se entre o estilo regência, onde já dá os primeiros passos, e o estilo Luís XVI, que se caracteriza por uma maior rigidez e austeridade. É considerado um dos estilos estéticos franceses de maior impacto, sendo, por isso, alvo dos mais diversos revivalismos ao longo do tempo.